# بئر يعقوب (إسرائيل)
بئر يعقوب (بالعبرية: בְּאֵר יַעֲקֹב) هي بلدة ذات مجلس محلي في وسط إسرائيل بالقرب من نيس زيونا وريشون لتسيون. تبلغ مساحة المدينة 8580 دونم (حوالي 8.6كم²)، وكان عدد سكانها 27,768 في عام 2019.

## التاريخ

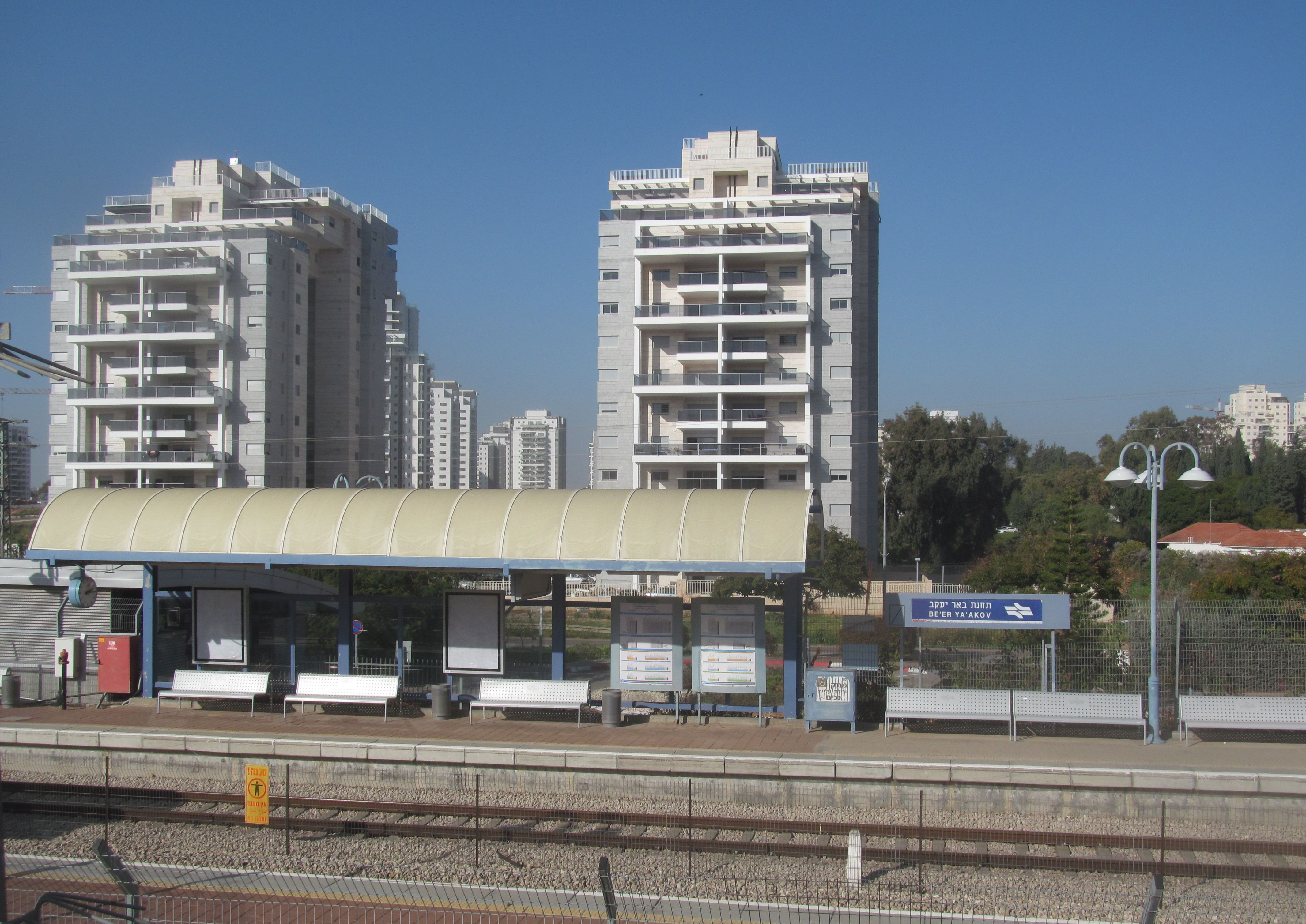
محطة سكة حديد بئر يعقوب

تأسست بئر يعقوب في عام 1907 على ومساحة 2000 دونم من الأراضي التي اشترتها شركة برئاسة مائير ديزنغوف من مستعمرة ألمانية لوثرية في العام السابق. تم تقسيمها إلى قطاعين، أحدهما للمهاجرين من روسيا وبولندا ورومانيا وبلغاريا والأرجنتين وإيران، والآخر لليهود الجبليين من داغستان، وسميت على اسم الحاخام يعقوب يتسحاقي رائد من الجالية اليهودية الجبلية، الذي ترأس يهود الجبل الذين استقروا هناك.
في عام 1909، كانت هناك 25 عائلة تعيش في بئر يعقوب، مع وجود توترات بين العائلات الأشكنازيةوالداغستانية، وتم تأسيس أول مدرسة ابتدائية في العام التالي. وفقا لتعداد أجري في عام 1922 من قبل سلطات الانتداب البريطاني، كانت بئر يعقوب تضم 131 نسمة،  الذي زاد في تعداد 1931 إلى 265 من سكان 58 منزلا. بحلول عام 1947، كان عدد سكانها 400، و أصبحت مجلسًا محليًا في عام 1949.
خلال حرب 1948 وحتى الاستيلاء الإسرائيلي على الرملة في يوليو 1948، كانت بئر يعقوب على خط المواجهة وتم إجلاء السكان في ذلك الوقت وإنشاء مستوطنة بئر سالم جديدة بالقرب كيبوتس بوخنفالد، أول مجموعة تدريب رائدة تشكلت في ألمانيا ما بعد الحرب العالمية الثانية. يوجد مستشفيان في بئر يعقوب: مركز إسحاق شامير الطبي (بالقرب من تسريفين)، ومستشفى شموئيل هاروف للشيخوخة.
تنمو المدينة بسرعة مع تطور حضري هائل وبناء أحياء جديدة، ومن المتوقع أن تحصل على مكانة «المدينة» في السنوات المقبلة. في عام 2017، تمت الموافقة على خطة جديدة لتوسيع بئر يعقوب على نطاق واسع في المنطقة والسكان. بمجرد إخلاء مجمع تسريفين للقواعد العسكرية ونقل معظم القواعد إلى النقب، فإن بئر يعقوب سوف تتوسع لتشمل الأراضي التي كانت مخصصة للمنشآت العسكرية، ومن المخطط أن يصل عدد سكان بئر يعقوب في نهاية المطاف إلى 100000 نسمة.

## الصناعة
تقع منشأة تجميع الصواريخ الرئيسية (MLM Division) في شركة صناعات الفضاء الإسرائيلية في جنوب بئر يعقوب، كما يتم تجميع صواريخ أريحا وحيتس 3 ومنصات إطلاق شافيت هناك، تقع منطقة المنشأة شرق شارع ديزنغوف.

## رياضات
- مكابي بئر يعقوب هو نادي كرة القدم المحلي.
- يلعب مكابي بئر يعقوب لكرة السلة، نادي كرة السلة المحلي، في دوري الدرجة الثانية.

## النقل
يتم خدمة بئر يعقوب بواسطة محطة للسكك الحديدية على خط بنيامينا - عسقلان.

## سكان بارزون
- رون أتياس، رياضي التايكوندو الذي مثل إسرائيل في أولمبياد صيف 2016
- نعوم دار، مصارع محترف
- موشيه بيريتز، مغني
- فيلومينوس من بئر يعقوب، قديس أرثوذكسي قتل عام 1979 على يد رجل مختل عقليا يدعى آشير رابي